# Winx Club
Winx Club, hay ở Việt Nam còn được gọi là Những nàng tiên Winx xinh đẹp hay Winx - Công chúa phép thuật, là một phim hoạt hình truyền hình được sản xuất năm 2004, từ Ý được tạo ra bởi Iginio Straffi. Winx Club được sản xuất bởi Rainbow SpA và Nickelodeon. Loạt phim này được nhắm vào đối tượng khán giả chủ yếu là trẻ em trong độ tuổi từ 6 đến 14. Nó được coi là cú sốc điện ảnh, tạo nên thành công lớn và góp phần đưa điện ảnh và công nghiệp hoạt hình Ý lên trường quốc tế.

## Cốt truyện

Đội hình của nhóm Winx (phần 3), theo chiều kim đồng hồ lần lượt là: Musa, Layla (Aisha), Tecna, Flora, Bloom và Stella

### Phần 1 (2004)
Bloom là một cô gái ở Trái Đất, cô sống một cuộc sống hoàn toàn bình thường tại thành phố Gardenia cho đến khi cô gặp Stella - Công chúa từ hành tinh Solaria - lúc đó đang gặp rắc rối. Được sự giúp đỡ của Stella, Bloom phát hiện ra sức mạnh phép thuật của mình. Stella thuyết phục Bloom nhập học tại Alfea - Trường đào tạo tiên nữ tốt nhất trong Vương quốc Magic.
Tại Alfea, Bloom lập ra nhóm Winx, mà các thành viên là bốn người bạn ở cùng phòng với cô là Stella, Musa, Tecna và Flora. Sau đó họ gặp và kết bạn với những Anh hùng là Brandon, Riven, Timmy và Sky, người mà sau này trở thành bạn trai của họ. Nhóm Winx cũng gặp phải bộ ba phù thủy đến từ Cloud Tower là Icy, Darcy và Stormy. Mọi người biết đến chúng là nhóm Trix. Nhóm Trix đang tìm kiếm Ngọn lửa Rồng thiêng và mục tiêu theo đuổi của chúng là chiếc nhẫn của Stella qua rất nhiều lần đụng độ và cuộc chiến với nhóm Winx. Bloom cũng bắt đầu tìm hiểu về quê hương, cha mẹ và sức mạnh của mình.

### Phần 2 (2005)
Sau kì nghỉ hè, nhóm Winx trở lại Alfea để bắt đầu năm học thứ hai của họ. Họ gặp một tiên nữ mới, Aisha, người nhờ họ giúp giải cứu những người bạn tiên nhỏ của cô ấy đang bị bắt làm con tin của Chúa tể Darkar. Chúa tể Darkar thực chất là "Phượng Hoàng Bóng Đêm", hắn muốn có được sức mạnh của các Vương quốc phép thuật. Để thực hiện được, Chúa tể Darkar phải tìm thấy Ngôi Làng của các tiên nhỏ ở đâu để đánh cắp bốn mảnh của Codex, là chìa khóa để mở ra cánh cổng của Vương Quốc Realix, nơi mà có thể tìm được Sức Mạnh Tối cao. Nhóm Trix cũng gặp Chúa tể Darkar và quyết định phục tùng hắn. Trong khi đó, nhóm Winx tìm cách để đạt được sức mạnh Charmix. Một "giáo sư mới" đến dạy tại Alfea và biến Bloom trở thành Bloom bóng đêm để phục vụ Chúa tể Darkar. Với sự giúp đỡ của Bloom bóng đêm, Chúa tể Darkar đã mở ra cánh cổng đến Vương quốc Realix. Trong giây phút cuối cùng, Sky thú nhận tình cảm thật của mình với Bloom, khiến Bloom bóng đêm trở lại bình thường. Sau đó, Bloom chữa lành cho tất cả mọi người và đánh bại Chúa tể Darkar. Sau trận chiến, Bloom và những người khác trở lại Alfea và ăn mừng chiến thắng. Aisha cũng gia nhập nhóm Winx trong khi Stella có thỏa thuận thời trang lớn.

### Phần 3 (2007)
Nhóm Winx bắt đầu năm học thứ ba tại Alfea và tìm hiểu về Valtor, nhân vật phản diện mới trong phần 3. Valtor là một phù thủy độc ác, hắn cố gắng tiêu diệt nhóm Winx và chinh phục toàn bộ Magix cùng với sự giúp đỡ của nhóm Trix. Winx tìm thấy biến đổi mới, sức mạnh Enchantix. Với sức mạnh Enchantix, các sao thủy và bụi tiên, họ đã tiêu diệt Valtor và giành lại sự hòa bình cho Vùng đất Phép Thuật.

### Phần 4 (2010)
Trong phần này, nhóm Winx trở lại Alfea với vai trò là những giáo viên mới. Nhiệm vụ của họ là tìm ra tiên nữ cuối cùng trên Trái Đất nhưng đồng thời cũng phải đối đầu với nhóm Phù Thủy Nhẫn Đen và bảo vệ tiên nữ ấy. Để có thể sống trên Trái Đất, họ mở một cửa hàng thú cưng với tên "Love & Pet". Các tiên nữ Winx đã sớm tìm ra Roxy - Tiên nữ cuối cùng trên Trái Đất - làm việc ở quán Frutti. Với niềm tin của cô ấy, các Winx đã đạt được sức mạnh Believix - Biến đổi mới này làm cho con người tin tưởng vào phép thuật. Ngoài ra, sức mạnh Believix cung cấp cho các Winx ba loại cách mới: Speedix (Cánh tăng tốc) - Zoomix (Cách dịch chuyển tức thời) - Tracix (Cách du hành thời gian). Roxy đã tin tưởng nhóm Winx, khám phá sức mạnh bản thân và biến đổi thành một nàng đổi thực thự. Cô nàng giúp nhóm Winx giải cứu cho các nàng tiên Trái Đất bị giam cầm bởi nhóm Phù Thủy Nhẫn Đen trên đảo Tir Nan Og. Tuy nhiên, giờ đây nhóm Winx phải đối mặt với các nàng tiên Trái Đất và Nữ hoàng Morgana với khao khát trả thù nhóm Phù Thủy Nhẫn Đen vì đã giam cầm họ và những con người trên Trái Đất vì không tin tưởng vào các nàng tiên, làm họ yếu đi. Cuối cùng, Nữ hoàng Morgana nhận ra rằng trả thù không phải là cách hay, dừng kế hoạch trả thù và quyết định truyền Ngai vị Nữ hoàng cho Nebula. Roxy trở về đoàn tụ với cha mẹ, gia đình của mình.

### Phần 5 (2012 - 2013)
Trong phần này, nhóm Winx có một chuyến phiêu lưu dưới nước và phải đối mặt với nhân vật phản diện mới là Tritannus, hắn ta là con trai của Vua Neptune và Hoàng hậu Ligea. Do sự cố tràn dầu trên Trái Đất mà chất ô nhiễm đã biến Tritannus trở thành con quái vật hung hãn và giải thoát cho nhóm Trix. Mục tiêu của hắn thống trị cả Thế giới Phép Thuật thông qua sức mạnh của chiếc Ngai Vua ở Đại Dương Vô Tận. Với sức mạnh Believix hạn chế ở dưới nước hiện tại thì rất khó có thể đánh bại Tritannus. Trở về Alfea, theo đề nghị của cô Faragonda thì cách duy nhất có thể đánh bại hắn là đạt được sức mạnh Sirenix. Với sức mạnh Harmonix tạm thời cùng với quyết tâm của cả nhóm, các Winx đã hoàn thành xuất sắc tất cả nhiệm vụ của cuốn sách Sirenix và đạt được biến đổi mới là Sirenix. Nhưng nguy hiểm vẫn đang ở trước mắt, với sự giúp sức của các tiên các nhỏ - người canh cổng dưới đại dương của các Vương quốc - cùng với Liên minh Phép Thuật, Tressa và Nereus, nhóm Winx cuối cùng đã đánh bại được Tritannus, giành lại được sự yên bình cho cả Thế giới Phép Thuật. Với điều ước Sirenix của Bloom, lời nguyền Sirenix đã được hóa giải, Daphne trở về hình dạng ban đầu. Cả gia đình Bloom lại đoàn tụ bên nhau.

### Phần 6 (2013 - 2014)
Trong phần này, Daphne phục hồi sức mạnh Sirenix của mình. Daphne và các Winx đến Alfea bước vào năm học mới đúng vào dịp kỉ niệm 100 năm cô Faragonda làm Hiệu Trưởng ở đây, còn Daphne trở thành giáo viên dạy môn Lịch sử Phép Thuật của trường.
Trong khi đó, ở Lâu đài Trên Mây, trong số các phù thủy mới gia nhập thì có một phù thủy trẻ tên là Selina với Cuốn Sách Huyền Thoại trong tay, cuốn sách này có thể triệu hồi được mọi sinh vật huyền thoại có thể gây nguy hiểm cho Thế giới Phép Thuật. Nghe được tin đó, nhóm Trix đã đánh bại cô Hiệu Trưởng Griffin, liên minh với Selina và giành quyền kiểm soát Lâu đài Trên Mây biến nó thành Tòa Tháp Bay với mục tiêu chinh phục toàn bộ các trường học phép thuật và Thế giới Phép Thuật.
Với lời mời của các Anh Hùng, các Winx đến Linphea để dự khóa huấn luyện của các anh chàng. Ở đây, các Winx đã phải chiến đấu với nhóm Trix và các phù thủy của Lâu đài Trên Mây. Khi đối đầu với Cuốn Sách Huyền Thoại, các Winx đã mất đi sức mạnh Sirenix, trừ Bloom.
Trở về Alfea, Bloom chia cho các bạn một phần của sức mạnh Ngọn lửa Rồng Thiêng. Với sự dũng cảm, quyết tâm, đoàn kết, các Winx đã đạt được sức mạnh mới là Bloomix. Nhưng nguy hiểm vẫn hiện diện trước mắt, các Winx phải đối phó Cuốn Sách Huyền Thoại.
Vì Cuốn Sách Huyền Thoại, Trix bắt đầu tin tưởng Selina. Song, họ không hề biết rằng Selina có một quá khứ cực kỳ phức tạp. Cô gái này vừa từng là tiên nữ, vừa từng là bạn của Bloom, lại vừa là người thông minh xảo quyệt. Cô chỉ giả vờ phục vụ Trix để có được sức mạnh thả Acheron - người hứa trả ơn cô bằng sức mạnh mạnh nhất vũ trụ.
Để đối phó với Trix và Selina, Winx đã tìm đến Eldora - tiên mẹ đỡ đầu. Eldora cho Winx biết Cuốn Sách Huyền Thoại không thể bị phá hủy nhưng có thể khóa nó lại vĩnh viễn. Muốn khóa được cuốn sách, các Winx phải tìm được Chìa Khóa Huyền Thoại. Để có được chiếc khóa, Winx đã đến Tir Nan Og đã tìm các cây gậy cổ của 7 tiên nữ canh giữ Thế giới Huyền Thoại xưa kia để có được sức mạnh Mythix - sức mạnh cho phép các Winx đi vào Thế giới Huyền Thoại - để tìm kiếm viên Ngọc Lục Bảo Mộng Mơ và Cây Giáo Bạc để luyện thành chiếc Chìa Khóa Huyền Thoại.
Vượt qua bao nhiêu thử thách ở con tàu ma Occulta và vương quốc của Bà Chúa Tuyết, Winx đã hoàn thành nhiệm vụ luyện thành chiếc chìa khóa. Ở trận chiến huyền thoại giữa Alfea và Lâu đài Trên Mây, trong giây phút cuối cùng, Selina đã lấy được một phần sức mạnh Ngọn lửa Rồng Thiêng của Bloom và sử dụng nó để giải phóng Acheron - tên phù thủy độc ác, kẻ đã tạo ra Cuốn Sách Huyền Thoại.
Acheron bội hứa Selina, hắn ta đã làm biến mất tất cả sức mạnh của Thế giới Phép Thuật, trừ sức mạnh Ngọn lửa Rồng Thiêng.
Bị Acheron truy sát, Selina lâm vào bước đường cùng và gửi lời cầu cứu đến Winx. Bloom đã đánh bại Acheron bằng Chiếc Hộp Vô Tận, còn nhóm Trix thì bị nhốt vĩnh viễn trong Cuốn Sách Huyền Thoại.
Selina khóa Cuốn Sách Huyền Thoại vĩnh viễn và hòa bình đã trở lại như xưa. Còn về Daphne, chị ấy và Thoren đã có một hôn lễ hoàn hảo bên người thân, bạn bè và mọi người.

### Phần 7 (2015)
Trong phần này, các Winx sẽ phải giải cứu các Thú Tiên ra khỏi tay Brafilius và Kalshara. Để làm được việc đó, Winx phải quay lại thời gian, trở về quá khứ. Nhờ đó, họ phát hiện ra thân phận của Kalshara, Faragonda, câu chuyện về Thú Tiên và lý do không ai nhớ về Thú Tiên đã từng tồn tại, đồng thời có được sức mạnh Phép Thuật Bướm. Với sức mạnh mới, Winx lần lượt tìm được các Thú Tiên của riêng mình.
- Aisha: Squonk
- Flora: Amarok
- Musa: Critty
- Stella: Shiny
- Tecna: Fillter
- Bloom: Elas

Sau đó, họ phát hiện ra một bí mật là các Thú Tiên của họ dù không phải là Thú Tiên có sức mạnh tối ưu nhưng chính chúng lại là hộ vệ của sinh vật này. Các Thú Tiên đã tặng cho họ phép thuật Tynix để tiếp tục nhiệm vụ.
Trải qua bao khó khăn với bao lần đi ngược dòng xoáy thời gian, đặt chân vào bao vùng đất huyền bí, Winx cuối cùng cũng tìm được viên kim cương có sức mạnh tối ưu. Thế nhưng, trong một phút sơ sẩy, Faragonda đã đánh mất viên đá vào tay Kalshara.
Sử dụng năng lượng của viên đá, Braffilus giải phóng ba sinh vật mạnh nhất Thế giới Phép Thuật và vô tình thả cả nhóm Trix ngay lúc đó. Trix bắt Braffilus cùng với viên đá chứa sức mạnh tối ưu.
Chúng tấn công Alfea ngay sau đó và lập tức bị Winx, Roxy, Daphne và toàn thể học viên chống lại.
Thất bại, Trix rút lui. Kalshara bất ngờ tìm đến Alfea và yêu cầu liên minh với Winx để đánh Trix. Winx đồng ý.
Cùng nhau, họ tìm được Trix ở một hang động sâu trong lòng đất. Trix bị đánh bại và bị nhốt vào vòng xoáy thời gian. Braffilus được cứu và quyết định ở lại mãi trong hang động ấy. Sức mạnh tối ưu được trả về nơi an toàn. Kalshara trở nên tuyệt vọng vì công sức bao năm thành mây khói và ngã xuống vực trước mắt Winx, trước những Thú Tiên và Brafilius.
Tuy đã chiến thắng, hoàn thành nhiệm vụ nhưng cái giá phải trả với Winx là quá đắt. Toàn bộ thú tiên của Winx vì cứu chủ mình đã hy sinh, biến vào ải hư vô vĩnh viễn.
Winx trở lại Alfea trong tâm trạng nặng trĩu u buồn. Họ tự hứa với mình và với thú tiên của mình sẽ tiếp tục sống và chiến đấu.
Khúc nhạc nhẹ nhàng nổi lên ghi chiến công của Winx vào lịch sử. Bầu trời vẫn sáng trong và âm thanh chìm vào hư ảo, tiếp tục những hành trình mới.

### Phần 8 (2019)
(Phần 8 có sự thay đổi về nét vẽ so với các phần phim trước đó)
Trong phần này, một sự kiện xuất hiện: các ngôi sao trên bầu trời dần dần biến mất một cách bí ẩn. Điều đó có thể khiến cho nhiều vương quốc ở thế giới phép thuật bị rơi vào tình trạng bị thiếu ánh sáng khi mặt trời lặn. Ở phần này, chứng kiến sự trở lại của Valtor, một phù thủy với sức mạnh ngọn lửa rồng thiên đã từng xuất hiện ở phần 3, hắn chính là nguyên nhân dẫn đến sự việc trên.
Nhóm Winx bắt đầu hành trình đến một hành tinh mới có tên là Lyumenia. Tại đây, nữ hoàng ban cho họ một sức mạnh mới - biển đổi Cosmix, để bảo vệ và khôi phục lại các ngôi sao trong vũ trụ. Họ làm quen với một người bạn mới Lumen đến từ hành tinh này. Nhiệm vụ của Winx trong phần này là tìm thấy chiếc la bàn ngôi sao và 7 ngôi sao cầu nguyện.
Valtor đã bắt được Bloom và yêu cầu cô phải lựa chọn khi nhắn thả quái vật ở Trái Đất và Mặt Trời: Bloom phải chọn chiến đấu với các bạn khác để khôi phục lõi Mặt trời, hoặc về Trái Đất để bảo vệ cha mẹ nuôi, hay nếu muốn cứu cả hai thì phải cho Valtor sức mạnh Cosmix của mình. Bị dồn vào đường cùng, Bloom bắt buộc phải cho Valtor sức mạnh Cosmix. Nhưng sức mạnh này không chấp nhận hắn ta. Hắn bị rơi xuống một cái hố với ba cánh cổng và ở đó, hắn đã giải thoát cho nhóm Trix, in lên tay họ biểu tượng của hắn.
Khi Winx lấy ngôi sao cầu nguyện cuối cùng ở Diamons, quê hương của Icy, họ đã thua Trix. Nhưng để giải thoát cho em gái Sapphire của Icy khi bị mụ phù thủy Shaman dùng ma thuật biến em gái 
Icy thành con cáo trắng,Trix đã không đưa cho Valtor ngôi sao cầu nguyện.
Ở trận chiến cuối cùng, Trix đã về phe Winx. Ngôi sao cầu nguyện được giải phóng và Winx ước rằng sẽ bảo vệ được vụ trụ phép thuật mãi mãi. Điều ước được thực hiện, Winx đã chiến thắng Valtor và bảo vệ được những hành tinh khác.

### Phần 1 (làm lại) (2025)
Đây là phần khởi động lại đầu tiên của toàn bộ loạt phim có phong cách hoạt hình và thiết kế nhân vật đã thay đổi và là mùa đầu tiên không được Rainbow S.p.A. làm hoạt hình.
Vào ngày 16 tháng 9 năm 2020, Hội nghị cấp phép trực tuyến ở Nga đã thông báo rằng Rainbow S.p.A. đang sản xuất Phần 9 và dự kiến ra mắt vào năm 2021-2022. Nó cũng được tiết lộ rằng định dạng của phần đã được thay đổi, bao gồm 52 tập, mỗi tập dài 13 phút, thay vì định dạng "26 tập, mỗi tập dài 22 phút" như thông thường đã được sử dụng trong 208 tập của 8 phần trước đây. .
Vào ngày 12 tháng 2 năm 2021, bài báo tiếng Ý, Imperoland tiết lộ rằng tiêu đề làm việc của Phần 9 dường như là Winx Club Shorts, gợi ý về khả năng thay đổi định dạng của loạt phim hoạt hình.
Vào tháng 5 năm 2021, trong ngày thứ hai của Phim hoạt hình kỹ thuật số, chiến lược mới của Cầu vồng đã được trình bày, trong đó có ảnh của Flora từ Phần 9.
Vào ngày 8 tháng 9 năm 2021, WinxClubRus tiết lộ bản xem trước áp phích của mùa thứ chín tại Liên hoan phim Quốc tế Venice.
Tại sự kiện Brand Licensing Europe từ ngày 17 đến 19 tháng 11 năm 2021, những hình ảnh mới về sự biến đổi của Phần 9 và trang phục thường dân của các cô gái đã chính thức được tiết lộ. Vào tháng 11, đã có thông tin tiết lộ rằng buổi ra mắt của phần mới có thể sẽ diễn ra vào năm 2023.
Vào ngày 27 tháng 1 năm 2022, một hình ảnh chính thức về Dạng tiên mới của Bloom đã được giới thiệu trực tuyến.
Sau đó, nó đã được tiết lộ rằng buổi ra mắt của phần sẽ được lùi lại đến năm 2024 để kỷ niệm 20 năm của loạt phim.
Vào ngày 3 tháng 11 năm 2022, Iginio Straffi đã xác nhận mùa thứ chín khởi động lại CGI sắp tới và một bộ phim hành động trực tiếp trên Instagram của anh ấy.
Iginio Straffi sau đó đã tiết lộ rằng định dạng tập đã được hoàn nguyên về định dạng ban đầu (26 tập với thời lượng mỗi tập là 23 phút) và thời gian ra mắt của Phần 9 sẽ bị hoãn lại cho đến năm 2025 và nó sẽ được lồng tiếng bằng hơn 40 ngôn ngữ.
Bản xem trước chính thức đầu tiên của mùa này được phát hành vào ngày 28 tháng 4 năm 2024 tại Napoli Comicon.

## Các phiên bản khác

### PopPixie (2011)
Loạt phim kể về cuộc sống của các tiên nhỏ (Pixies)

### Thế giới của Winx (2016)
Vào 9/2014, nhà sáng lập Winx Club đã công bố rằng Winx Club sẽ có một phiên bản phim phụ.
Series này dự kiến chiếu vào ngày 4-11-2016 trên hệ thống xem video trả tiền Netflix.
Có tất cả hai phần, mỗi phần 13 tập. Phần 1 đã được ra mắt ngày 4/11/2016, còn phần 2 là ngày 16/6/2017. Series này là một phiên bản phụ, không liên quan gì đến nội dung chính của phim. Trong series, Winx sẽ đến Trái Đất để tìm kiếm những trẻ em có tài năng.

### Định Mệnh: Winx Saga (2021)
Loạt phim này sẽ ra mắt trên Netflix vào năm 2021. Bộ phim nhắm vào đối tượng giới trẻ và sẽ có cốt truyện trưởng thành hơn, nội dung chính thì vẫn sẽ giống với loạt phim hoạt hình Winx Club. Các nàng tiên sẽ học cách huấn luyện khả năng phép thuật, trong khi sống cùng nhau trong một trường nội trú huyền diệu.

## Phim điện ảnh

### Winx Club: The Secret Of The Lost Kingdom(2007)
Sau khi tiêu diệt được Valtor, Bloom cùng Winx đến vương quốc bị thất lạc để tìm ra sự thực. Sau khi biết vương quốc bị thất lạc đó là quê hương của mình và cha mẹ cô bị hóa đá thì cô rất buồn. Trong một giấc mơ, Bloom mơ thấy Daphne và Daphne đã đưa chiếc mặt nạ của mình cho Bloom. Cô cùng Winx tới Domino và bị kẻ thù mới đe dọa. Winx và Specialist bay đến một ngọn núi cao và vào trong thì thấy một cuốn sách giữa thư viện và cuốn sách cho họ biết những gì diễn ra trong quá khứ và cả tương lai. Bloom tìm cách ngăn cản ba phù thủy cổ xưa và tên thuộc hạ của chúng thì Sky tìm cách rút thanh kiếm của cha Bloom ra khỏi hòn đá. Sau khi rút được thanh kiếm, ba phù thủy cổ xưa đều biến mất và vương quốc Domino quay trở về thành nơi xinh đẹp trước đó. Bố mẹ Bloom biết ơn Sky rất nhiều và gia đình của Bloom sống bên nhau hạnh phúc mãi mãi.

### Winx Club: The Magical Adventure(2010)
Vào ngày lễ tốt nghiệp của Alfea và CloudTower, Trix xuất hiện và phá hỏng buổi lễ để lấy đi chiếc la bàn dẫn đến nơi cân bằng giữa phép thuật và ma thuật của Magic Dimension. Winx có mặt ở đó nhưng không ngăn được Trix vì thiếu Bloom. Bloom hiện tại sống ở Domino cũng khá phiền phức. Cô không quen với cuộc sống hoàng gia và chỉ thích tìm gặp chị mình là Daphne để trò chuyện.Rồi vào sinh nhật cô, Sky tìm đến cầu hôn cô và cô đồng ý. Song, cha của Sky không đồng ý với quyết định này và bắt Sky phải từ hôn với Bloom. Quốc vương của Domino biết được và vô cùng tức giận. Ông buộc Bloom không được gặp Sky và ép cô phải tìm và kết hôn với một trong các hoàng tử khác được mời đến Domino. Winx biết được tin này, các cô đã chủ động đến tìm Bloom và cùng cô gặp các hoàng tử nước khác. Sky cũng trà trộn vào một trong số đó và Bloom nhận ra Sky. Tuy nhiên, cũng không khó để cha cô nhận ra. Ông lập tức đuổi Sky đi và cấm không cho anh giải thích gì thêm. Bộ phim được lấy bối cảnh sau phần 4, Winx đã có được năng lượng Believix. Trong phim, Trix và 3 phù thủy ác độc đã chết đều muốn chiếm cả thế giới phép thuật với sức mạnh của bóng tối nhưng không thể thực hiện được. Trix và 3 phù thủy đã tìm hiểu ra có một cái cây nhỏ ở nơi nào đó và họ phải tìm ra mới thực hiện được ước nguyện của mình. Winx đã biết tin liền đến nơi có cái cây nhỏ. Cuối cùng ba chị em phù thủy và Trix đã thất bại dưới tay Winx Club. Cuối cùng bố mẹ Bloom và Sky cũng đồng ý hôn sự của hai người.

### Winx Club: The Mystery of The Abyss(2014)
Trong bộ phim này, Trix tìm cách để lên chiếc ngai vàng của hoàng đế của Đại Dương Vô Tận và lấy đi sức manh của nó hòng phá hủy Đại Dương Vô Tận. Điều này đã đến tai Politea, cô ta quyết định hợp tác với Trix. Cô ta nói cho Trix biết rằng muốn lên ngai vàng cần phải có Tritannus nhưng muốn giải thoát hắn thì cần phải có một vị vua. thế là Trix nghĩ ngay đến Sky hiện là vua của Eraklyon. Thế là Trix đến Gardenia nơi mà Sky ở cùng Bloom. Một mình Bloom không thể ngăn được Trix nên Sky bị bắt về. Trix giải thoát cho Tritanus và kêu gọi hắn về phe mình cũng như bàn kế hoạch lấy được viên ngọc trai của đáy đại dương Đại Dương Vô Tận. Winx lên kế hoạch để cứu Sky.

### Winx Club: Phim điện ảnh thứ tư(TBA)
Movie 4 chính thức được xác nhận vào tháng 9 năm 2015. Chưa có thông tin chính thức về điều này, nhưng nó có thể sẽ là phim người đóng.

## Lịch phát sóng
Winx Club từ phần 1 đến phần 3 đã đồng hành với 4kids Entertainment và Winx Club cứ chiếu lại trên 4kids Entertainment. Do đó Nickelodeon đã mua lại bản quyền và sản xuất một phiên bản lồng Tiếng Anh mới ở Los Angeles. Nickelodeon đã phát 4 tập đặc biệt (Special) dài 1 giờ có nội dung tương ứng với mùa 1 và 2, đặc biệt có sự cải tiến và âm thanh và hình ảnh trong 4 tập này.
Phần 3 được chiếu trên Nickelodeon với tiêu đề "Winx Club: Enchantix" và phát sóng hàng tuần từ 3/2
Phần 4 với tiêu đề "Winx Club: The Power Of Believix" công chiếu tại Mỹ vào ngày 6/5/2012 phát sóng vào ngày chủ nhật với 2 tập/tuần từ 12/11
Phần 5 với tựa đề "Winx Club: Beyond Believix" được phát sóng trên Nickelodeon vào ngày 26/8/2012 vào chủ nhật vào lúc 12/1
Phần 6 được phát sóng với tựa đề Winx Club: Bloomix vẫn do Nickelodeon sản xuất và phát sóng lúc 12/1c.
Phần 7 được sản xuất bởi Rainbow S.p.A. và Nickelodeon. Tại Hy Lạp đã lên sóng vào ngày 24/5/2015 trên kênh Nickelodeon Hy Lạp. Ngày 22/06/2015, phim đã dược công chiếu tại châu Á (Nickelodeon châu Á) và ngày 4/07/2015, phim sẽ lên sóng tại Anh. Và bắt đầu từ ngày 10/8, phần 7 sẽ bắt đầu được lên sóng trên nhiều nước Bắc Âu. Từ ngày 12/10, Winx 7 phát hành khắp châu Âu. Phần 7 sẽ khởi chiếu trên SEE TV từ ngày 23/5/2016.

## Tại Việt Nam

### Truyền hình
Bộ phim lần đầu tiên đến Việt Nam bởi kênh truyền hình SCTV3 - SEE TV (SaoTV) vào ngày 16/2/2013 với tựa đề Những Tiên Nữ Winx Xinh Đẹp, sau đó bắt đầu từ phần 2 thì đổi thành Winx - Công Chúa Phép Thuật. Phần 3 lên sóng ngày 16/7/2013, phần 4 lên sóng ngày 15/9/2013, phần 5 lên sóng ngày 7/3/2014 và phần 6 lên sóng ngày 6/5/2015. Phần 7 đã chính thức lên sóng từ ngày 23/5/2016. Trong suốt 4 phần đầu, SEE TV (SaoTV) chỉ thực hiện công việc thuyết minh cho phim, bắt đầu từ phần 5 bắt đầu chuyển sang lồng tiếng.
Ngoài ra, một số kênh ở Miền Bắc và các kênh khác như Kids Family TV, HTVC Gia đình cũng sử dụng phiên bản của SEE TV để phát sóng. Chỉ có kênh BiBi sử dụng phiên bản thuyết mình bằng giọng Miền Bắc.
Bộ phim cũng đến với kênh HTV3 vào tháng 4/2013 với tựa đề Những Nàng Tiên Winx Xinh Đẹp. Phần 1 và 2 lần lượt phát sóng vào tháng 4-5-6 và phần 3 và 4 được phát sóng vào tháng 12-1-2. HTV3 sẽ phát lại phần 1-2-3-4 vào lúc 19h30 từ ngày 29/8/2016, lần đầu bắt đầu phát sóng phần 5 từ tháng 12/2016, phần 6 từ tháng 2 năm 2017 và phần 7 từ tháng 3 năm 2017.
| Lồng tiếng tại Việt Nam (HTV3) | Lồng tiếng tại Việt Nam (HTV3)                                                                     |
| Nhân vật                       | Diễn viên lồng tiếng                                                                               |
| ------------------------------ | -------------------------------------------------------------------------------------------------- |
| Bloom                          | Khánh Vân (phần 1 - phần 4 tập 15) Ngọc Quyên (phần 4 tập 16 - phần 4 tập 26) Thúy Hằng (phần 5-7) |
| Stella                         | Ngọc Châu (phần 1-4) Linh Phương (phần 5-7)                                                        |
| Flora                          | Huyền Chi (phần 1-4) Thu Hiền (phần 5-7)                                                           |
| Musa                           | Kim Phước                                                                                          |
| Layla / Aisha                  | Minh Chuyên (phần 2) Tuyết Nhung (phần 3-4) Hoài Thương (phần 5-7)                                 |
| Tecna                          | Quỳnh Giao (phần 1-4) Huyền Trang (phần 5-7)                                                       |
| Roxy                           | Ái Phương                                                                                          |
| Sky                            | Minh Triết (phần 1-2) Hoàng Khuyết (phần 3-7)                                                      |
| Brandon                        | Anh Tuấn (phần 1-4) Thiện Trung (phần 5-7)                                                         |
| Helia                          | Tiến Đạt (phần 2-4) Quang Tuyên (phần 5-7)                                                         |
| Riven                          | Hoàng Sơn (phần 1) Quốc Tín (phần 2) Tuấn Anh (phần 3-7)                                           |
| Timmy                          | Minh Vũ                                                                                            |
| Nabu                           | Trường Tân (phần 3-4) Quang Tuyên (phần 5)                                                         |
| Icy                            | Lê Hà (phần 1-2) Thu Huyền (phần 3, 5-7)                                                           |
| Darcy                          | Ái Phương                                                                                          |
| Stormy                         | Ngọc Quyên (phần 1-3) Kim Ngọc (phần 5-7)                                                          |
| Faragonda                      | Huỳnh An (phần 1-4) Thùy Tiên (phần 5-7)                                                           |
| Griselda                       | Huyền Chi (phần 1-4) Kim Anh (phần 5-7)                                                            |
| Palladium                      | Trường Tân (phần 1-4) Tấn Phong (phần 5-7)                                                         |
| Wizgiz                         | Hạnh Phúc (phần 1-4) Minh Vũ (phần 5-7)                                                            |
| Griffin                        | Thùy Tiên (phần 1-2) Huyền Trang (phần 3) Ngọc Quyên (phần 5-6)                                    |
| Mike                           | Trần Vũ                                                                                            |
| Vanessa                        | Ngọc Quyên                                                                                         |
| Daphne                         | Thúy Hằng (phần 1) Tuyết Nhung (phần 2-3) Thùy Tiên (phần 5-7)                                     |

### Phương tiện khác
Kênh Youtube chính thức của Winx Club Việt Nam được tạo ngày 5/2/2013 và đang hoạt động cho tới nay. Kênh được sỡ hữu bởi Rainbow và sử dụng phiên bản của Sao TV (See TV) như phiên bản chính thức đại diện tại Việt Nam. Kênh
Cùng năm, website chính thức của Winx Club cũng đã được hỗ trợ giao diện Tiếng Việt: http://www.winxclub.com/vn

## Các phương tiện khác

### Truyện tranh
Truyện tranh Winx Club được xuất bản trên toàn thế giới. Truyện tranh đầu tiên được phát hành tại Ý, sau khi bộ phim được chiếu trên TV. Câu chuyện trong truyện tranh khác với bộ phim. Tranh vẽ cũng hơi khác nhau trong mỗi cuốn truyện.

### Phim Điện ảnh (CGI)
Một bộ phim có CGI (Computer-Generated Imagery: hình ảnh do máy tính tạo ra), Winx Club - Il Segreto del Regno Perduto (The Secret of the Lost Kingdom—bí mật của vương quốc đã bị lãng quên), được công bố vào cuối năm 2006, và phát hành tại Ý vào tháng 11 ngày 30 năm 2007. Nó được phát hành vào 02/22/2008 tại Thổ Nhĩ Kỳ, vào 04/16/2008 tại Hà Lan, và vào 11/20/2008 tại Singapore (theo những văn bản gần đây, nó được bán ngoài châu Âu và cũng là thị trường duy nhất xem nó bằng tiếng Anh). Cốt truyện của bộ phim xoay quanh nguồn gốc của Bloom, và diễn ra sau sự kiện Winx Club (season 3). Website chính thức của bộ phim che giấu vài thị trường, với ngày phát hành và những thông tin khác.Trong Licensing Show 2008 người ta tuyên bố rằng một bộ phim thứ hai sẽ được phát hành vào Giáng Sinh 2009. Cả ba bộ phim điện ảnh dự kiến sẽ đến Việt Nam vào năm 2016 hoặc 2017

### Rạp hát

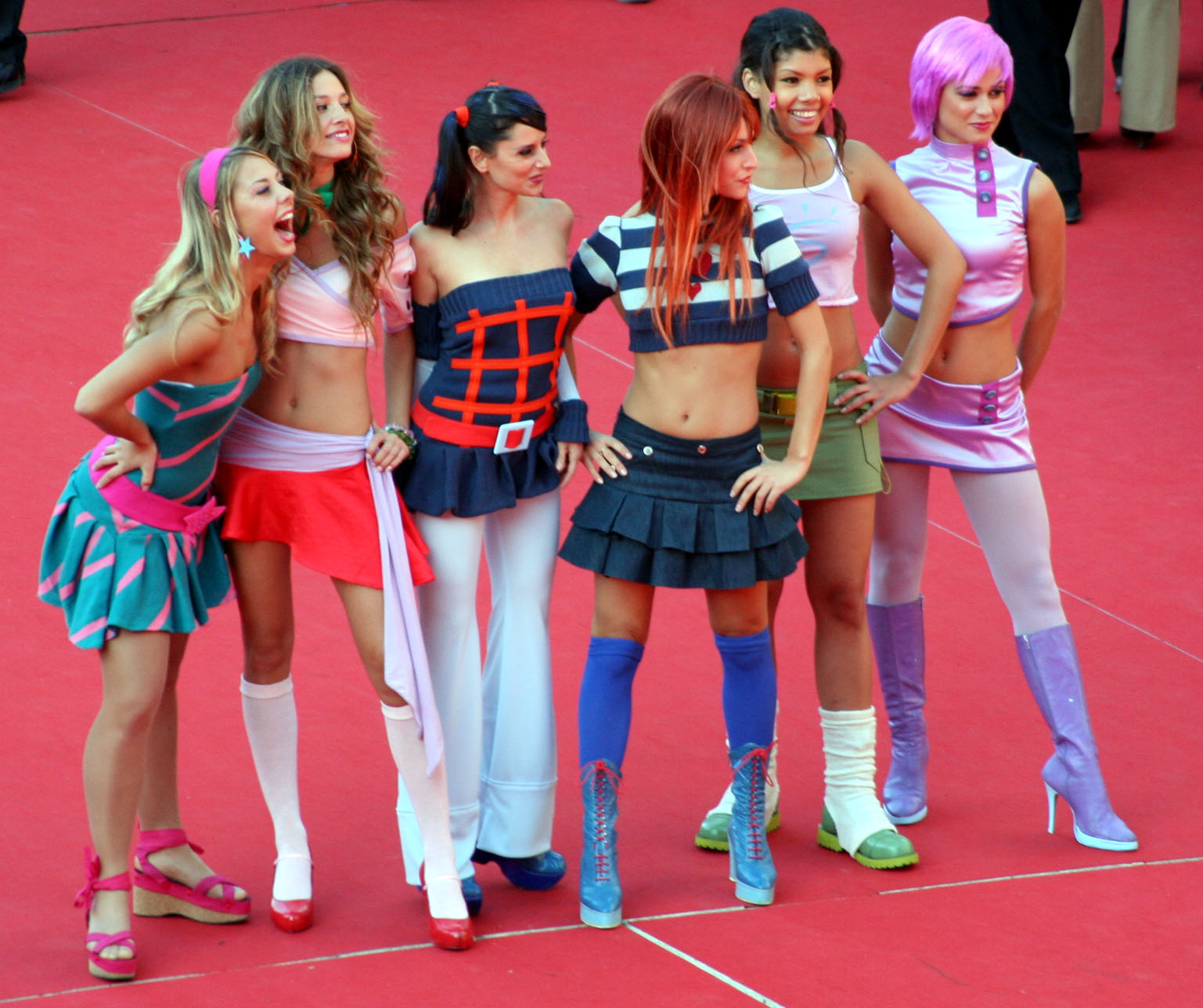
Các diễn viên đóng làm Winx Club tới dự một sự kiện ở Ý

Vào tháng 9/2005, buổi biểu diễn ca nhạc "Winx Power" (sức mạnh Winx) bắt đầu tại Ý. Sau chuyến du lịch thành công mĩ mãn ở Ý, nó bắt đầu mở rộng tới Bỉ và Hà Lan, trước khi mở rộng tới Bồ Đào Nha vào năm 2009. Tháng 11/2008 cũng là lúc công chúng được xem "Winx on Ice" (Winx trượt băng), một buổi biểu diễn trên băng có Carolina Kostner đóng vai chính.

## Thương mại

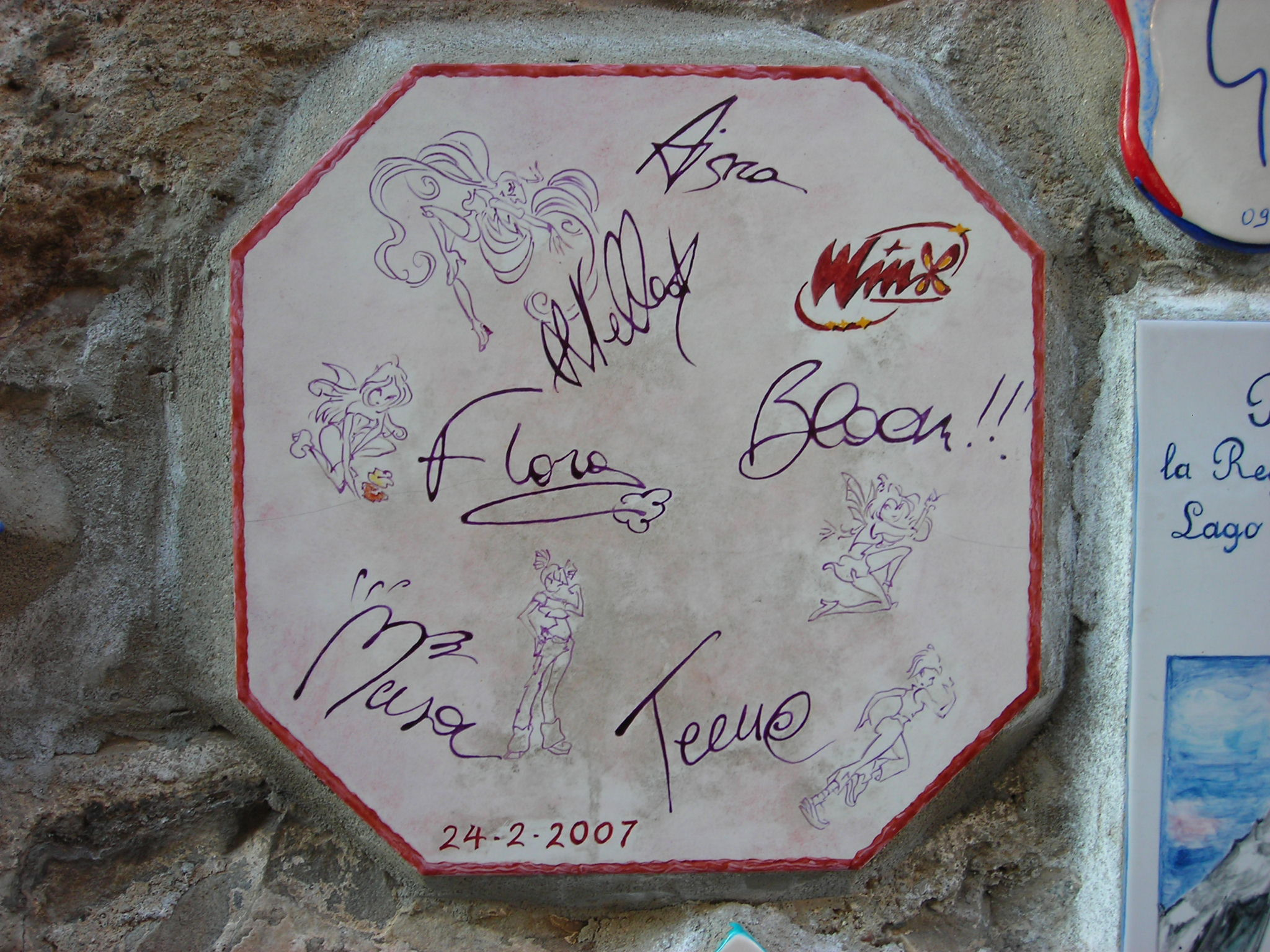
Một viên gạch ốp lát trên tường ở Alassio, "chữ ký" của Winx Club.

Tại châu Âu, nhà sản xuất kẹo Ferrero tại Ý đã bắt đầu phân phát các bức tượng nhỏ Winx như là giải thưởng trong những quả trứng chocolate có tên là Kinder Surprise của họ. Ngoài ra, truyện tranh Winx hàng tháng được xuất bản, mặc dù cốt truyện của nó nhìn chung chả có liên quan gì đến cốt truyện trong series hoạt hình.
Tại Hoa Kỳ, 4Kids Entertainment giữ luật bản quyền của series và đã cho phép in hình và tên Winx Club lên một số quần áo và sách của trẻ em. Đồ chơi như là búp bê sản xuất bởi Mattel và một game đánh bài sản xuất bởi Upper Deck Entertainment đã có bán tại những của hàng lớn như Wal-Mart, UK, India, Toys R Us.
Tại Singapore, túi xách, áo và những món đồ tương tự đều được bán. Những con búp bê là "những búp bê phổ biến thứ ba trên thế giới" và doanh thu lên tới hơn 1 tỉ euros một năm vào năm 2007.

### DVD
Tại Bắc Mỹ, toàn bộ season đầu tiên của Winx Club được bán thành một bộ 5 đĩa. Tập đầu tiên của series, Winx Club tập 1 -- Chào mừng đến Magix, được phát hành vào tháng 7/12/2005. DVD đầu tiên của season 2, Layla và các Pixies, được phát hành năm 2007, và phần thứ hai, Trận chiến giành Codex, ra lò vào tháng 9/2007. DVD đầu tiên của season 3, Vũ hội công chúa, sẽ được phát hành vào tháng 1/27/2009. Tại châu Âu, rất nhiều DVD của bộ film được bày bán trong vài ngôn ngữ. DVDs tiếng Ý của hai season đầu tiên cũng có phụ đề tiếng Anh.
Season 3 DVDs chỉ có lồng tiếng Ý cũng được bày bán. Ngoài ra, Winx tại Concerto, một DVD có hình ảnh và âm nhạc nói về the Winx, được phát hành tại Ý vào đầu năm 2009. Tại Úc, Magna Pacific phát hành toàn bộ season đầu tiên và thứ hai trong DVD sử dụng bản dịch của 4Kids, trong khi ở Singapore, Vinci đã phân phối DVDs của 2 season đầu tiên có bản dịch gốc English. DVDs của season thứ ba sẽ xuất hiện vào tháng 5, tại Singapore.Tại Brasil, season đầu tiên và season thứ hai được bày bán với phiên bản của RAI hai ngôn ngữ tiếng Anh - tiếng Bồ Đào Nha Brasil. Tất cả gồm 16 DVDs, và PlayArte xác nhận rằng họ sẽ không sản xuất season 3, và họ vẫn không biết gì về bộ phim.

## Một số hoạt động
Winx Club - Hội ngộ những người hâm mộ toàn thế giới, là một sự kiện được tổ chức vào các ngày 4-5-6/9/2015 tại vịnh Venice - nước Ý.